# Athiasella sellaris
Athiasella sellaris är en spindeldjursart som beskrevs av Wolfgang Karg 1996. Athiasella sellaris ingår i släktet Athiasella och familjen Ologamasidae. Inga underarter finns listade.